# Султан Махмуд мирза
Султан Махмуд мирза (1453—1495), годы правления 1494—1495, восьмой правитель из династии тимуридов в Мавераннахре.

## Биография
Султан Махмуд мирза (1453—1495), третий сын тимурида Абу Сеида, родился в 1453 году в Самарканде. Мать была дочерью Орда Буга тархана.
В 1494 году, после смерти брата Султан Ахмед мирзы, возглавил государство Тимуридов в Мавераннахре. Правил меньше года — (1494—1495).
Отец пожаловал ему в наместничество области Самарканда и Бухары. Позже к его владениям были присоединены Ташкент, Шахрухия и Сайрам. Затем он сам отдал во владение брату Умар шейху Ташкент и Сайрам.
По данным источников, в 1494—1495 годах Хамза султан и Махди султан, которые покинули Шейбани хана, находились на службе у Султан Махмуд мирзы, вместе со всеми узбеками.

## Смерть
Султан Махмуд мирза скончался в 1495 году. На самаркандский престол взошел его сын Байсункар мирза.